# 耳川
耳川（みみかわ）は、宮崎県東臼杵郡および日向市を流れる二級水系の本流。美々津川とも呼ばれる。
耳川の戦いの古戦場で有名であるが、主戦場は南を流れる高城川（現在の小丸川）で、耳川は追撃戦が行われた場所である。一方、西南戦争では後半期に戦闘の舞台となり、両岸に長大な台場群が築かれた。

## 地理
宮崎県と熊本県の県境をなす三方山に源を発し、椎葉村、諸塚村、美郷町（旧西郷村）を経て、日向市日向灘に注ぐ。
源流部は九州の中心部に位置しており、原生的な自然河川で一帯は九州中央山地国定公園に指定されている。
また上流部はダム湖と深い渓谷が連続している。
河口部はリアス式海岸の湾となっている。河口は日向市大字幸脇と日向市美々津町の境界にある。

## 流域の自治体
宮崎県
東臼杵郡椎葉村、諸塚村、美郷町、日向市

## 主な支流および利水施設
- 上椎葉ダム（宮崎県東臼杵郡椎葉村大字下福良）
- 十根川
- 塚原ダム（宮崎県東臼杵郡諸塚村大字七ツ山/美郷町西郷区山三ケ）
- 七ツ山川
- 柳原川

## 並行する交通

### 道路
- 国道327号
- 宮崎県道51号中野原美々津線